# Kirim Giráj krími kán

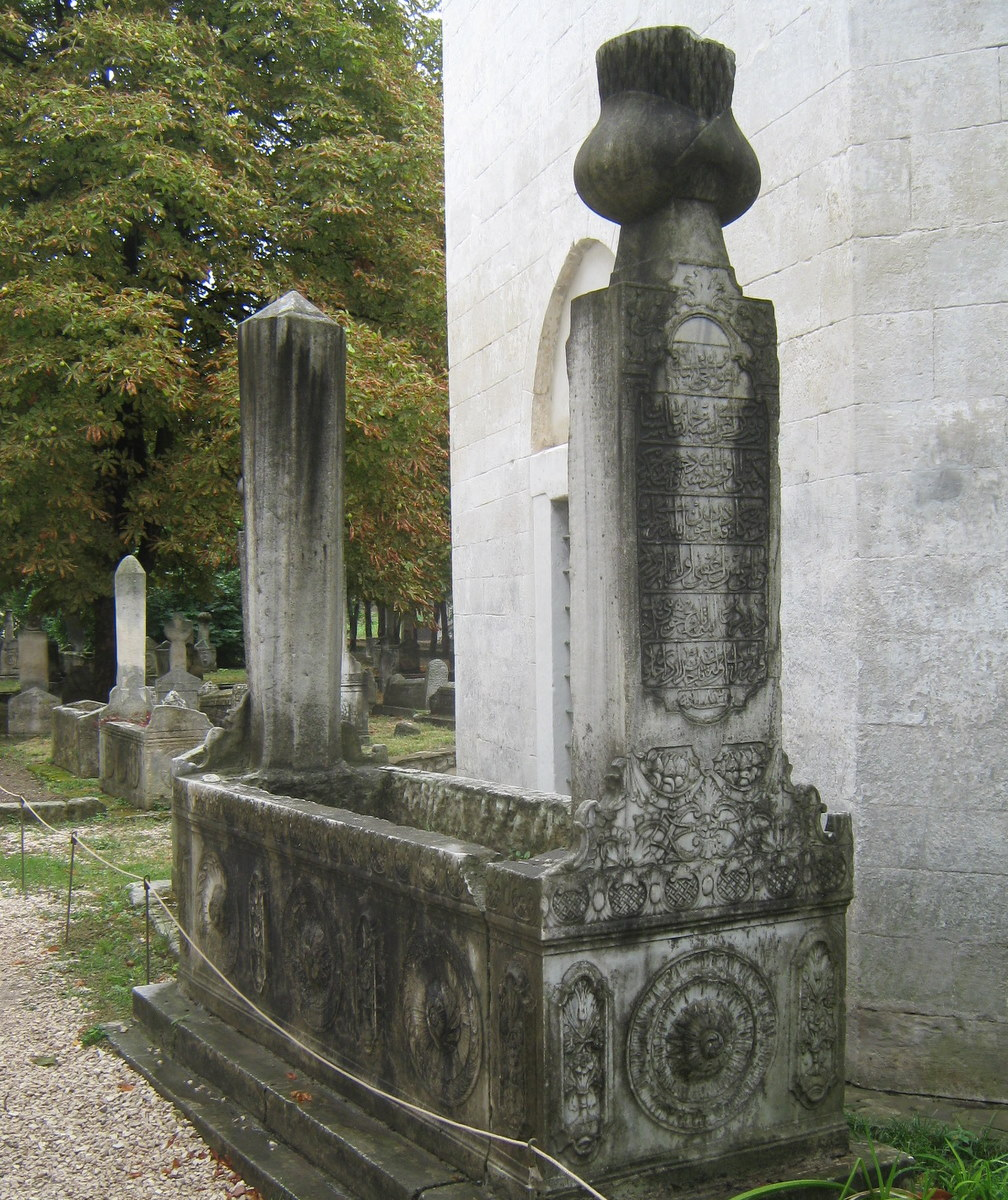
Kirim Giráj sírja Bahcsiszerájban.

Kirim Giráj (krími tatár: Qırım Geray, قريم كراى), (1717 – 1769 márciusa) krími tatár kán, II. Devlet kán fia.

## Első uralkodása

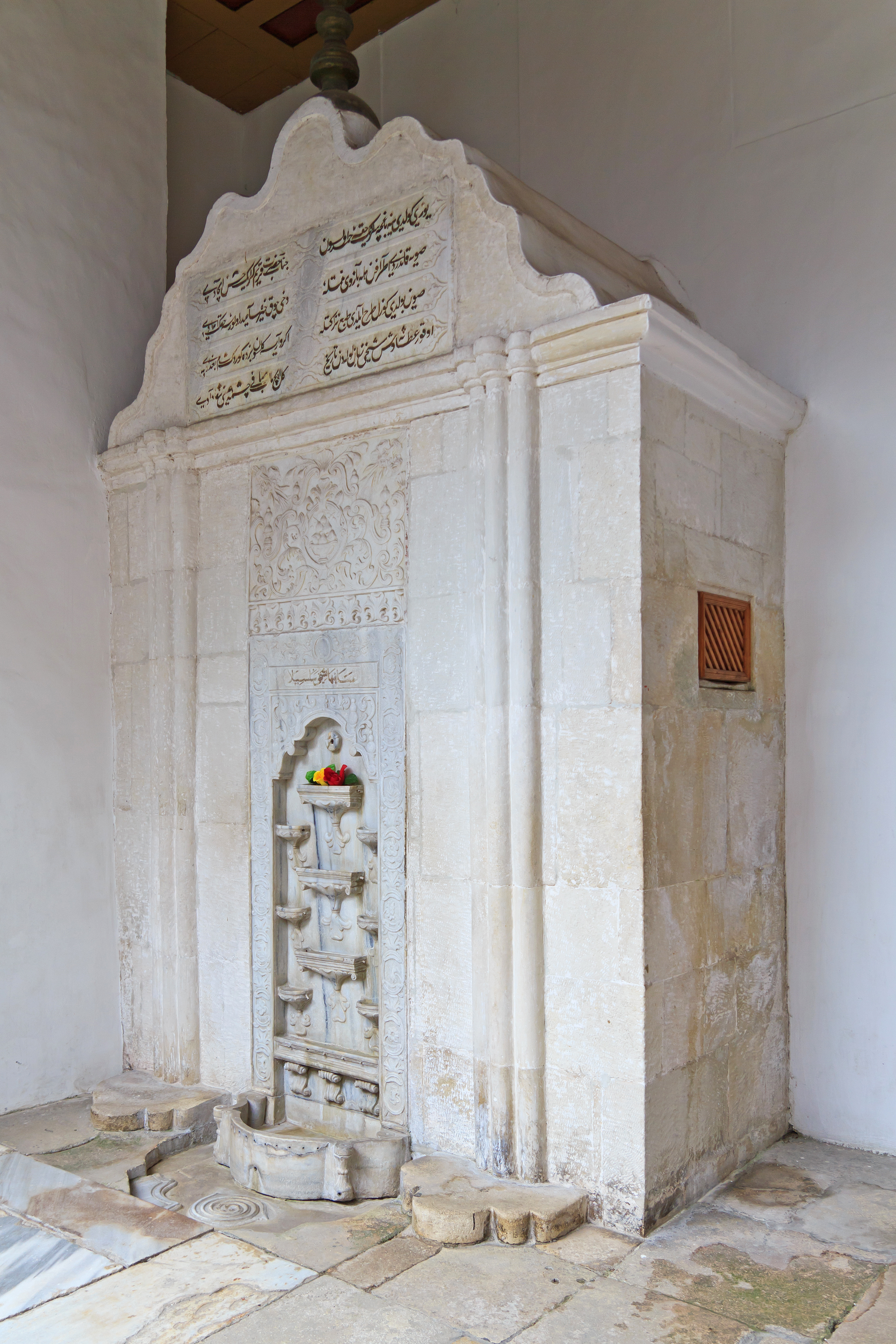
A Könnyek Forrása

1748–1750 között Kirim a budzsáki nogáj tatárok vezére (szeraszkere) volt. 1748-ban a núreddin tisztséget viselte. 1757-ben élére állt a Halim kán elleni elégedetlenkedő mozgalomnak és nyomásukra a szultán elmozdította a kánt. A szultán először I. Arszlánt akarta újra a trónra ültetni, de aztán tekintettel Kirim népszerűségére és ötvenezer fegyveres támogatójára, mégis inkább őt tette meg krími kánnak. Kirim tisztában volt vele, hogy nem ő a Fényes Porta első számú jelöltje, ezért még évekig nem látogatott el Isztambulba és ajándékokkal igyekezett javítani megítélésén. 1760-ban kozákok portyáztak a Krím területén; a kán személyesen űzte el őket. A következő évben pestisjárvány pusztított a kánságban.
Kirim valamennyire önálló külpolitikát folytatott, elsősorban egy oroszellenes szövetséget igyekezett létrehozni, ez ügyben Nagy Frigyes porosz királlyal is felvette a kapcsolatot, ám a szultán nem akart indokot adni egy orosz támadásra, ezért beszüntette a tárgyalásokat.
Kirim Giráj idejére a Krím már magához tért a háborús pusztításból és jelentősen fejlődött a gazdaság és a kulturális élet. A kán is támogatta új bányák nyitását a félsziget és a Kaukázus hegyei között, új kikötők építését a Dnyeperen és pompás új épületeket emeltetett, mint például a bahcsiszeráji Şelsebil (Könnyek Forrása) szökőkutat, amely fiatalon meghalt lengyel felesége emlékére készült.
1764-ben végre teljesítette a szultán utasítását és Isztambulba utazott, ám balsejtelme jogosnak bizonyult, mert lemondatták tisztségéről.

## Második uralkodása
1768-ban az orosz-török háború kitörésével III. Musztafa oszmán szultán visszahelyezte Kirim Girájt a káni trónusra. Kirim állítólag kétszázezer tatárral segítette a török hadsereget, ám a kezdeti portyázások után 1769-ben megérkezett az orosz fősereg és technológiai fölénye, szervezettsége hamarosan nyilvánvalóvá vált. A szultán hadainak vereségét Kirim kán már nem érte meg, mert 1769 elején a moldvai Kausaniban meghalt, valószínűleg megmérgezték.